# 马莱维齐
马莱维齐（希臘語：Μαλεβίζι）是希腊克里特大区伊拉克利翁专区的一个市镇，位于克里特岛中北部。行政中心为加齐镇。市镇面积为291.9平方公里，2011年人口数量为24,864人。

## 行政
现今的马莱维齐市镇是在2011年地方政府改革中设立的，由原3个市镇合并而成，而原市镇则成为新市镇的市区。